# Iris (группа, Румыния)
Iris — румынская хард-рок-группа. Основана в Бухаресте в 1977 году. Одна из старейших и наиболее известных румынских рок-групп.
Неоднократный победитель MTV Romania Music Awards в нескольких категориях («Лучшая рок-группа», «Лучшее живое выступление»). В 2007 участники группы были награждены президентом Румынии Траяном Бэсеску Орденом «За культурные заслуги».

## Дискография

### Студийные альбомы
- Iris I (1984)
- Iris II (1987)
- Iris III — Nu te opri! (1988)
- Iris IV (1990)
- Iris 1993 (1993)
- Lună plină (1996)
- Mirage (1998)
- Iris 2000 (1999)
- Mătase Albă (2002)
- I.R.I.S. 4MOTION (4 CD) (2003)
- Iris Maxima (2005)
- Cei ce vor fi — Volumul I (2007)
- Cei ce vor fi — Volumul II (2007)
- 12 porți (2010)

### Мини-альбомы (EP)
- Casino (1999)
- De vei pleca (2000)
- Da, da, eu știu! (2002)

### Концертные альбомы
- Iris 20 de ani (1997)
- Athenaeum — Volumul I (2000)
- Athenaeum — Volumul II (2000)

### Сборники
- The Best of Iris (1993)

### Концертные DVD
- Digital Athenaeum (2001)
- Iris Aeterna — Dăruind vei dobândi (2010)